# Užhorod
Užhorod (in ucraino Ужгород?, [ˈuʒɦorod], in ungherese Ungvár, in yiddish אונגװיר, Ungvir) è una città ucraina (115 449 abitanti), nel distretto di Užhorod, nell'oblast' della Transcarpazia. Ospita l'amministrazione dell'oblast' della Transcarpazia, del distretto di Užhorod e della comunità territoriale di Užhorod, una delle comunità territoriali dell'Ucraina.
Fino al 18 luglio 2020 Užhorod costituiva una città di rilevanza regionale e fungeva da centro amministrativo del distretto di Užhorod, sebbene non appartenesse al distretto. Come parte della riforma amministrativa che ha ridotto a sei il numero dei distretti dell'oblast' della Transcarpazia, la città fu integrata nel distretto di Užhorod.
Užhorod, al confine con la Slovacchia e l'Ungheria, è la capitale storica della Rutenia subcarpatica. Sede dell'eparchia di Mukačevo, della Chiesa greco-cattolica rutena (distinta dalla Chiesa greco-cattolica ucraina), è attraversata dal fiume Už. La città si trova quasi alla stessa distanza dai tre mari più vicini: il Mar Baltico, il Mare Adriatico e il Mar Nero (650-690 km), e questo la rende la città più interna di questa parte d'Europa.

## Nomi
La prima menzione della città come Ung è del 1154, nel libro di Ruggero (Kitâb Rujâr) di Muhammad al-Idrisi.
A causa della posizione di frontiera e della moltitudine di etnie che vi sono vissute, nel corso dei secoli la città è stata chiamata con denominazioni diverse in varie lingue: nel medioevo Ungogratus e Ungvär (ungh.), in ruteno Ужгород (Užhorod) o Уґоград (Ugohrad); in ucraino Ужгород (Užhorod); in russo Ужгород (Užgorod); in slovacco e ceco Užhorod; in ungherese moderno Ungvár; in tedesco Ungwar o anche Ungstadt; in yiddish אונגװיר (Ungwir, Ingwer, Yngwyr); in romeno Ujhorod. La forma russa godeva della massima diffusione ai tempi dell'Unione Sovietica.

## Storia

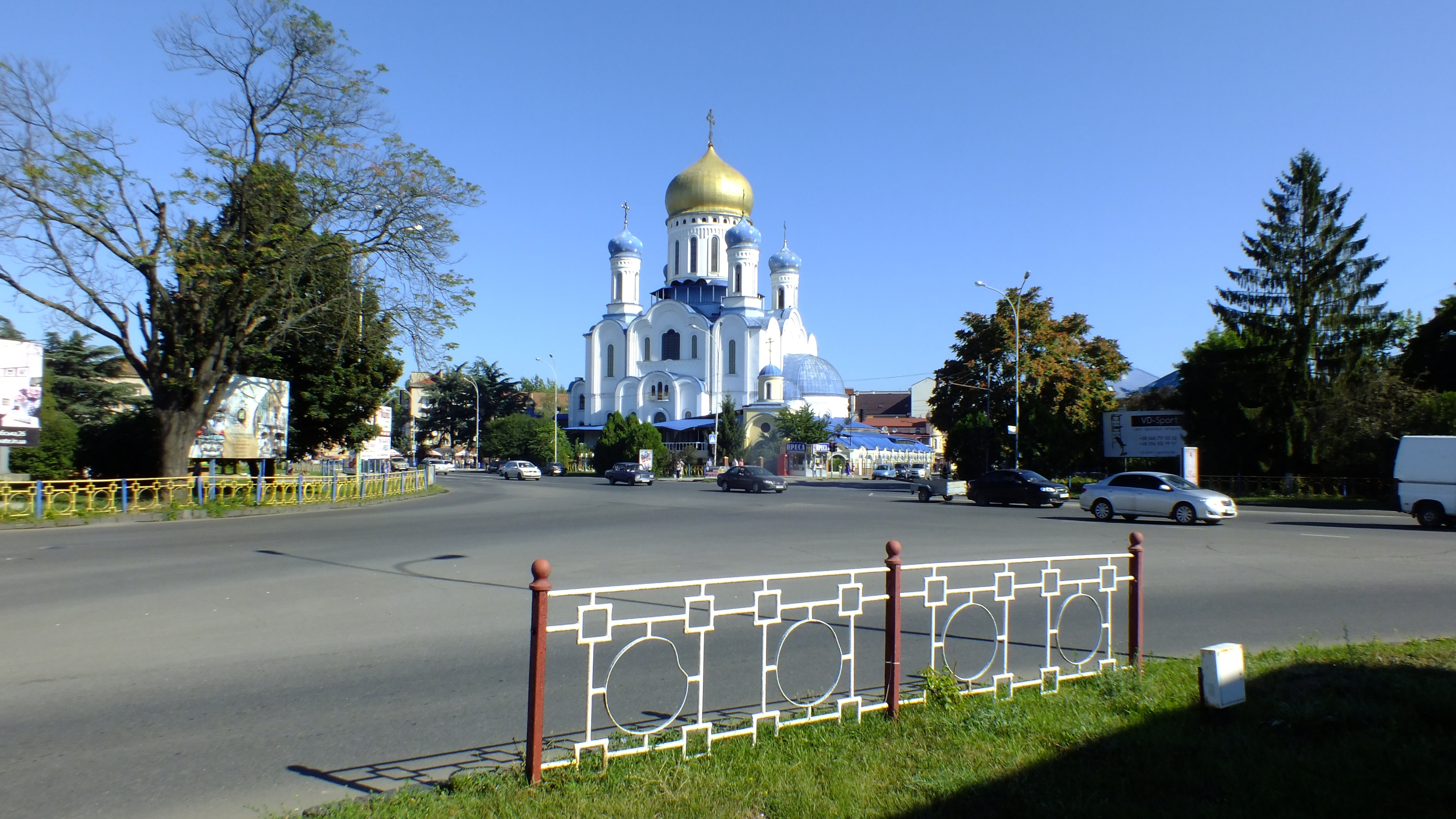
La Cattedrale ortodossa di Cristo Salvatore.

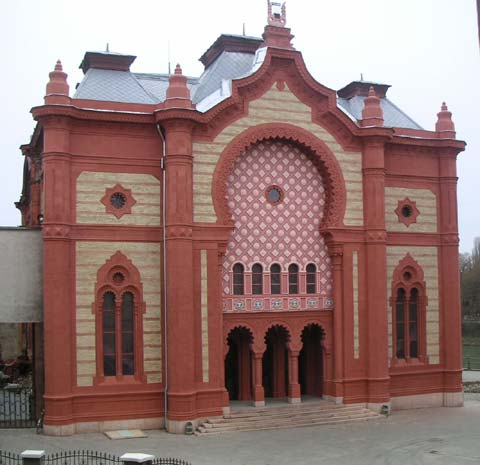
L'ex Sinagoga di Užhorod, ora adibita a filarmonica

Užhorod e la regione storica della Rutenia subcarpatica sono appartenute nel corso degli ultimi secoli a numerose entità statuali e la regione è stata soggetta a continue modifiche di confine, ambita soprattutto per la sua particolare posizione strategica che domina la vasta pianura pannonica. Agli albori della storia la presenza dell'uomo è innanzitutto provata nel Paleolitico superiore (100.000 a.C.); sono state rinvenute tracce di insediamenti anche dell'Età del bronzo e del ferro.
Un popolo protoslavo - i croati bianchi - si stabilì nell'area della moderna Užhorod nella seconda metà del primo millennio d.C. Una fortezza fu fondata da popoli slavi secondo il Chronicon Pictum. Durante il IX secolo il castello fortificato si trasformò in un antico insediamento feudale fortificato, che divenne il centro di un nuovo principato slavo, alla cui testa c'era il mitico principe Laborec, vassallo della Grande Moravia.
L'etimologia del toponimo cittadino deriverebbe infatti da Už (il fiume che vi scorre) e horod (parola di origine slava per "castello"). Le prime fonti documentarie attestano l'esistenza del castello fin dal 903 (dubbio è un accenno anteriore, nell'872). Nel corso dei secoli X e XI Užhorod fu l'avamposto sudoccidentale della Rus' di Kiev.
Nell'895, le tribù magiare, guidate dal loro capo Árpád, presero d'assalto la fortezza. Secondo la leggenda, Laborec fu sconfitto e decapitato sulle rive del fiume che porta ancora il suo nome. La città prese da allora il nome di Ungvár e iniziò ad estendere i suoi confini. Nel corso dei due secoli successivi la sovranità ungherese si estese a tutta la Rutenia.
Nel 1241-1242 i mongoli di Batu Khan bruciarono l'insediamento. All'inizio del XIV secolo, Užhorod mostrò una forte resistenza ai nuovi sovrani ungheresi della dinastia d'Angiò. Sebbene la maggioranza degli abitanti fosse ungherese, volevano più libertà. Dal 1318 per 360 anni, i Druget (conti italiani) possedettero la città. Durante quel periodo Filippo Druget costruì il castello di Užhorod. Insieme al castello, la città iniziò a crescere. Dal 1430, Užhorod divenne una città reale libera.

Durante il XVI-XVII secolo a Užhorod c'erano molte corporazioni artigianali. In questo periodo la città fu impegnata nella lotta religiosa tra la Transilvania protestante e l'Austria cattolica. Nel 1646 fu proclamata l'Unione di Užhorod, con cui le parrocchie locali ortodosse della Chiesa rutena presero la decisione di accettare la comunione con il papa, ma di conservare il rito bizantino, inizialmente furono sottoposte alle locali diocesi cattoliche di rito latino, poiché solo nel 1771 fu eretta una circoscrizione ecclesiastica di rito orientale: l'eparchia di Mukacevo la cui sede fu trasferita ad Užhorod nell'Ottocento. La Chiesa greco-cattolica rutena fu così fondata nella Transcarpazia, in una cerimonia tenutasi nel castello di Užhorod sotto l'egida del Papa. Nel 1707 Užhorod fu residenza di Francesco II Rákóczi, leader della guerra di liberazione nazionale degli ungheresi contro Vienna.

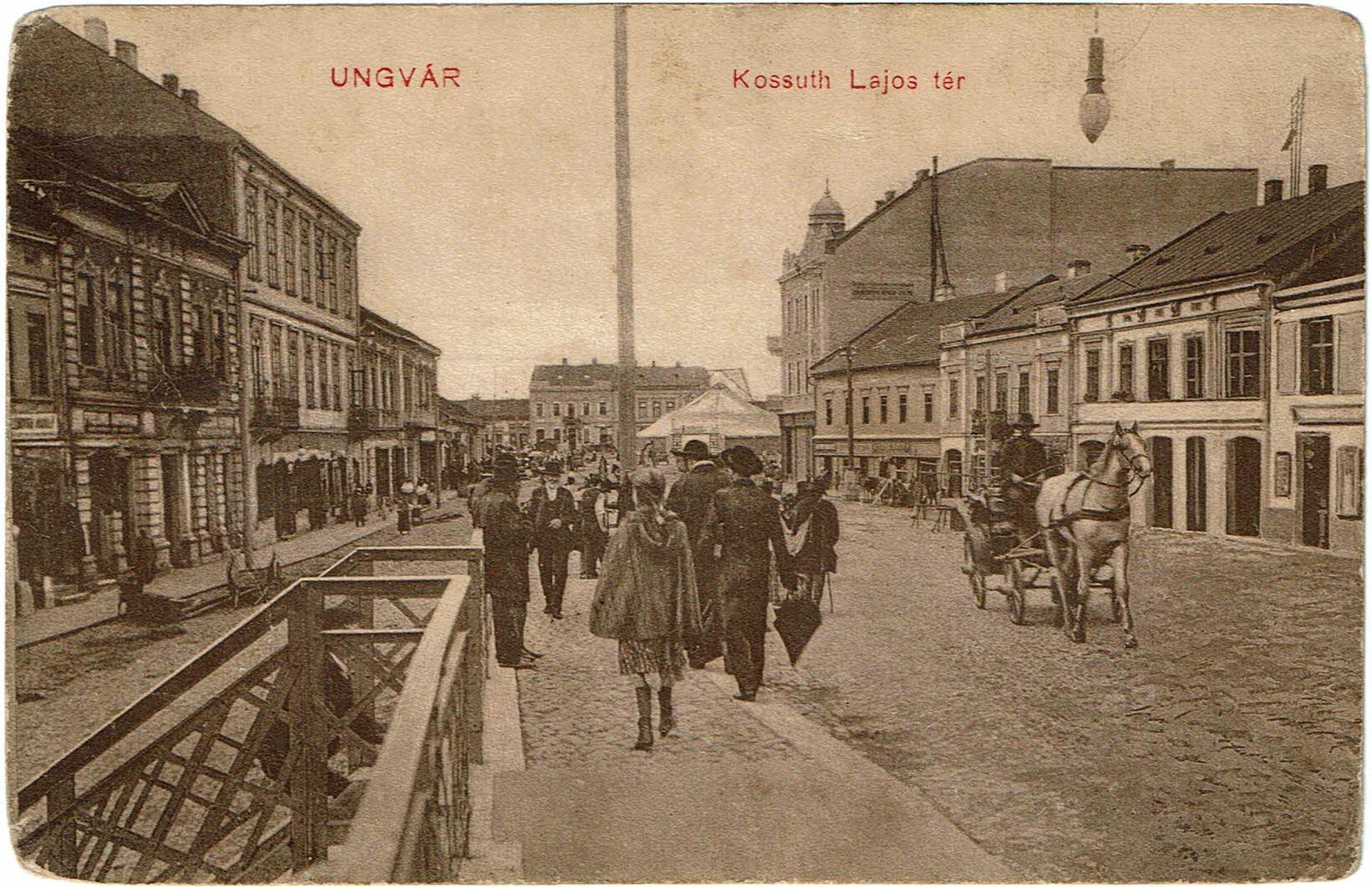
Ebrei in piazza Lajos Kossuth a Užhorod, 1915

L'inizio del XIX secolo fu caratterizzato da cambiamenti economici, tra cui le prime fabbriche in città. La più grande influenza su Užhorod tra gli eventi politici del XIX secolo venne dalla Rivoluzione ungherese del 1848-1849, durante la quale la nobiltà ungherese nativa cercò sia di liberarsi dall'Impero austriaco sia di avere autorità sul proprio popolo. Il 27 marzo 1848 fu celebrato ufficialmente in città il rovesciamento della monarchia in Ungheria. Nel 1872 si aprì la prima linea ferroviaria che collegava la città all'importante nodo ferroviario di Čop.

### XX secolo

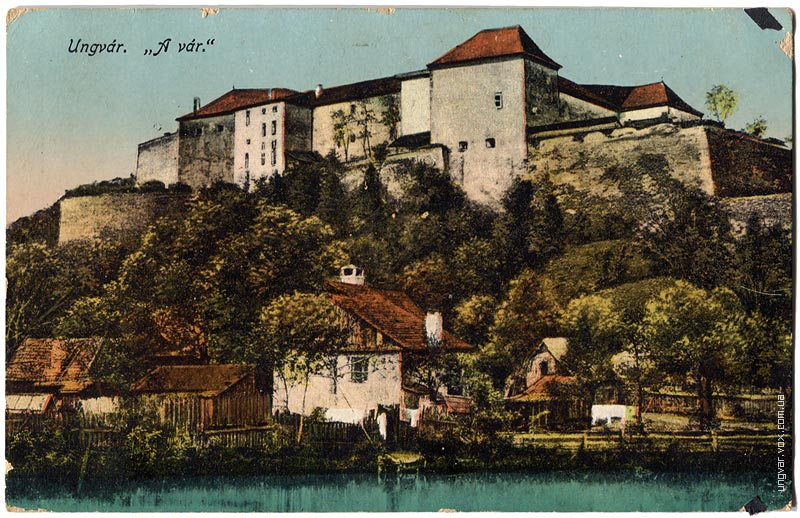
Castello di Užhorod, 1914

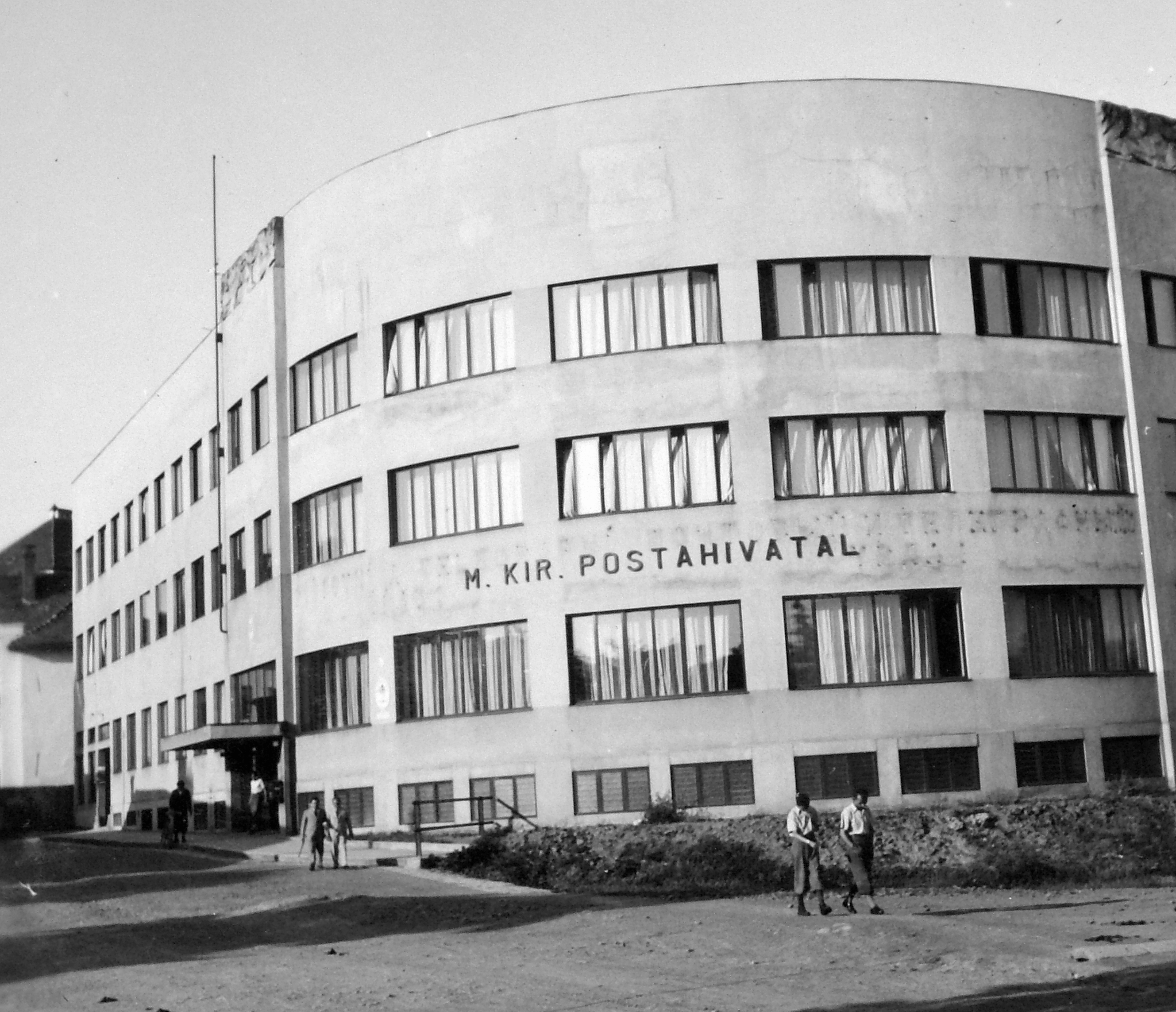
Ufficio postale di Užhorod. Nel 1939 durante l'occupazione ungherese fu rimosso lo stemma cecoslovacco; le scritte in diverse lingue furono sostituite da un'unica scritta in ungherese.

Fino al 1918-19, la città portò il nome ungherese di Ungvár e fu il capoluogo del comitato di Ung. Con il Trattato del Trianon, Užhorod passò assieme alla Rutenia subcarpatica alla neocostituita Cecoslovacchia, per poi ritornare all'Ungheria in seguito alla spartizione cecoslovacca sancita dal primo arbitrato di Vienna del 2 novembre 1938. Verso la fine della seconda guerra mondiale, il 27 ottobre 1944, Užhorod fu presa dall'Armata Rossa e nel giugno 1945 lo Stato cecoslovacco la cedette all'Unione Sovietica e fu inglobata nella Repubblica Socialista Sovietica dell'Ucraina, formando la nuova oblast' di Transcarpazia. Dall'agosto 1991 la città fa parte dell'Ucraina indipendente.
Secondo il censimento del 1910, la città contava 16 919 abitanti, di cui 13 590 (80,3%) erano magiari, 1 219 (7,2%) slovacchi, 1 151 (6,8%) tedeschi, 641 (3,8%) ruteni e 1,6% cechi.
Poiché gli ebrei non erano considerati un gruppo linguistico, ma solo un gruppo religioso, questo censimento austro-ungherese non menziona specificamente la popolazione ebraica, che era significativa, e consisteva di circa il 31% nel 1910. Allo stesso tempo, l'area municipale della città aveva una popolazione composta da 10 541 (39,05%) ungheresi, 9 908 (36,71%) slovacchi e 5 520 (20,45%) ruteni.
La prima guerra mondiale rallenta il ritmo dello sviluppo della città. Il 10 settembre 1919, la Subcarpazia fu assegnata ufficialmente alla Repubblica di Cecoslovacchia. Užhorod divenne il centro amministrativo del territorio. Durante questi anni Užhorod si è sviluppata in una città architettonicamente moderna. Dopo il trattato del Trianon del 1920, Užhorod divenne parte della metà orientale del nuovo stato cecoslovacco.
Con il primo arbitrato di Vienna nel 1938, Užhorod ritornò sotto controllo ungherese. Nel 1941 la popolazione ebraica contava 9.576 persone. Il 19 marzo 1944, le truppe tedesche entrarono in città. Stabilirono uno Judenrat (consiglio ebraico) e allestirono 2 ghetti, nel cortile di Moskovitz e nel deposito di legname di Gluck. Nel maggio del 1944, tutti gli ebrei furono deportati ad Auschwitz in 5 diversi trasporti: la maggior parte fu assassinata. Solo poche centinaia di ebrei sopravvissero.
Il 27 ottobre 1944, la città fu catturata dalle truppe del IV Fronte ucraino dell'Armata Rossa. Questo periodo ha portato cambiamenti significativi. Alla periferia di Užhorod furono costruite nuove imprese e rinnovate quelle vecchie. Il 29 giugno 1945, l'Ucraina subcarpatica fu annessa dall'Unione Sovietica e divenne una parte più occidentale dell'SSR ucraino. Quell'anno fu aperta anche l'Università statale di Užhorod (ora Università nazionale di Užhorod). Dal gennaio 1946 Užhorod divenne il capoluogo della nuova oblast' di Transcarpazia.

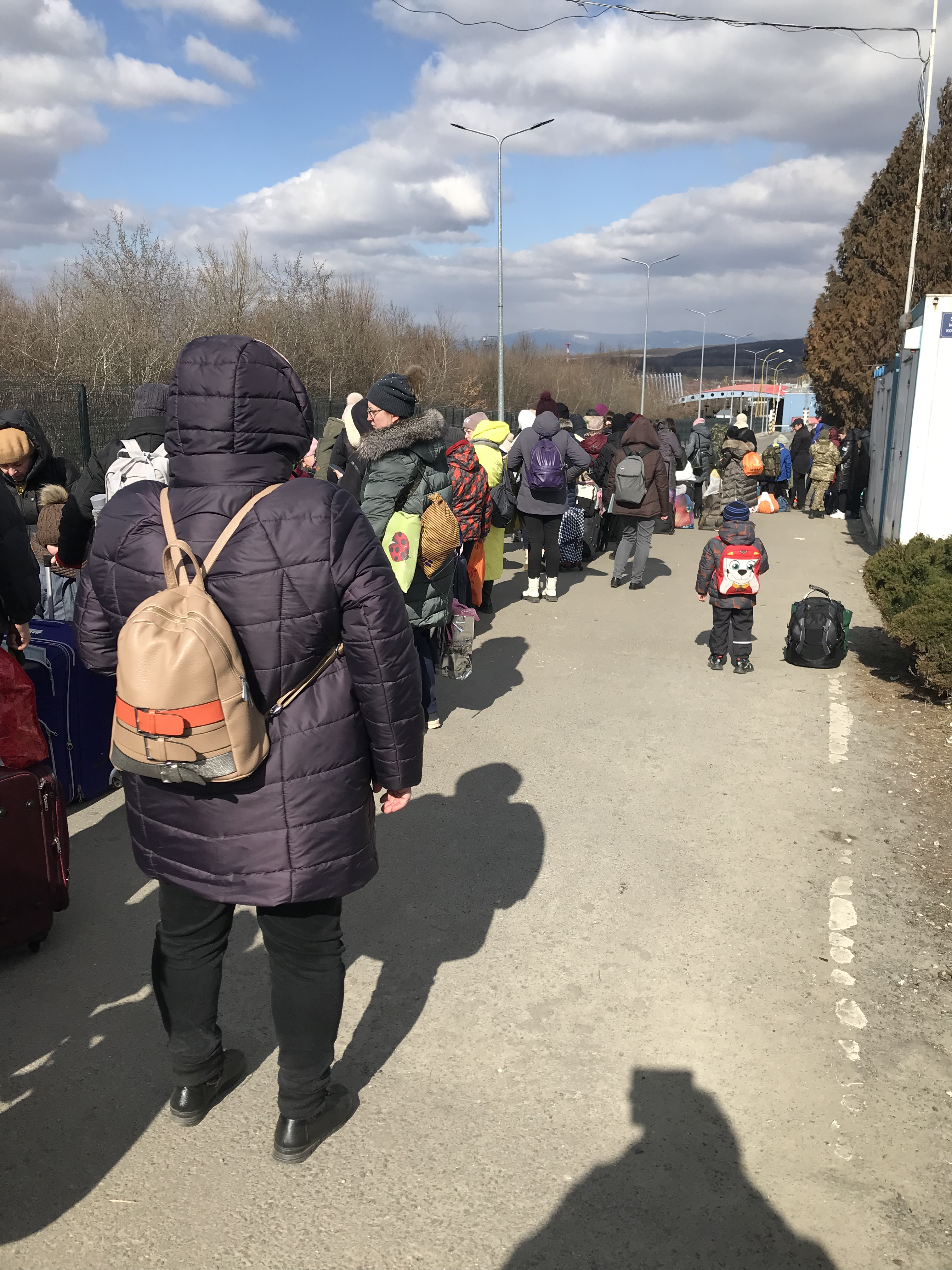
Rifugiati ucraini verso la frontiera della Slovacchia, marzo 2022

Dal 1991 Užhorod è diventata una dei 24 capoluoghi regionali dell'Ucraina. Di questi, Užhorod è il più piccolo e il più occidentale. Nel 2002, dopo alcune polemiche, un busto di Tomáš Masaryk, primo presidente della Cecoslovacchia, fu svelato in una piazza principale della città. Un busto simile era stato eretto nel 1928 nel decimo anniversario dell'indipendenza cecoslovacca, ma fu rimosso dagli ungheresi quando occuparono la regione nel 1939. Durante l'invasione russa dell'Ucraina del 2022, la città accoglie in poche settimane più di 50 000 rifugiati e, in mese di guerra, al 24 marzo 2022, 264 000 vi transitano diretti verso la Slovacchia.

## Clima

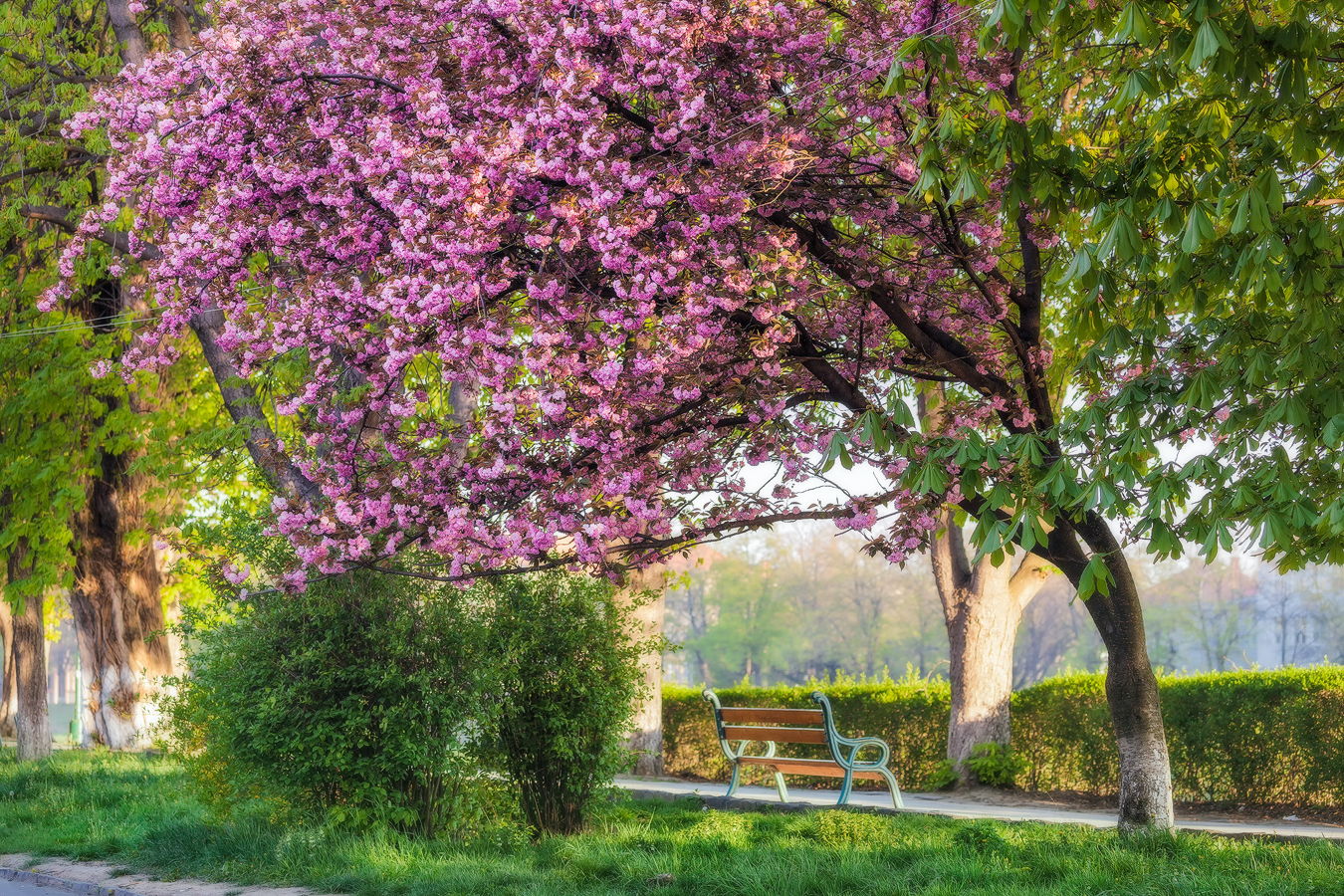
Ciliegi a Užhorod

Užhorod ha un clima continentale umido (Köppen: Dfb) con inverni da freschi a freddi ed estati calde. Il mese più freddo è gennaio con una temperatura media di −1,7 °C, mentre il mese più caldo è luglio con una temperatura media di 20,9 °C. La temperatura più bassa mai registrata è di −28,2 °C e la temperatura più alta è di 38,6 °C. Le precipitazioni medie annue sono di 748 millimetri, distribuite uniformemente durante tutto l'anno anche se i mesi estivi hanno precipitazioni più elevate.
In media, Užhorod riceve 1 950 ore di sole all'anno.
| Užhorod (1991-2020) Fonte:  | Mesi         | Mesi         | Mesi         | Mesi        | Mesi        | Mesi        | Mesi        | Mesi        | Mesi        | Mesi        | Mesi         | Mesi         | Stagioni | Stagioni | Stagioni | Stagioni | Anno  |
| Užhorod (1991-2020) Fonte:  | Gen          | Feb          | Mar          | Apr         | Mag         | Giu         | Lug         | Ago         | Set         | Ott         | Nov          | Dic          | Inv      | Pri      | Est      | Aut      | Anno  |
| --------------------------- | ------------ | ------------ | ------------ | ----------- | ----------- | ----------- | ----------- | ----------- | ----------- | ----------- | ------------ | ------------ | -------- | -------- | -------- | -------- | ----- |
| T. max. media (°C)          | 1,7          | 4,3          | 10,4         | 17,4        | 22,1        | 25,5        | 27,6        | 27,7        | 21,9        | 15,6        | 9,2          | 3,0          | 3,0      | 16,6     | 26,9     | 15,6     | 15,5  |
| T. media (°C)               | −1,2         | 0,6          | 5,4          | 11,5        | 16,1        | 19,6        | 21,3        | 21,1        | 15,9        | 10,5        | 5,4          | 0,3          | −0,1     | 11,0     | 20,7     | 10,6     | 10,5  |
| T. min. media (°C)          | −4,2         | −3,0         | 0,8          | 5,6         | 10,1        | 13,7        | 15,3        | 14,9        | 10,4        | 5,9         | 1,9          | −2,3         | −3,2     | 5,5      | 14,6     | 6,1      | 5,8   |
| T. max. assoluta (°C)       | 13,3 (1975)  | 17,2 (1989)  | 25,4 (1974)  | 29,7 (2013) | 33,4 (2003) | 35,0 (2002) | 38,6 (1952) | 38,4 (1952) | 35,9 (2015) | 26,1 (1993) | 23,3 (2018)  | 15,6 (1989)  | 17,2     | 33,4     | 38,6     | 35,9     | 38,6  |
| T. min. assoluta (°C)       | −28,2 (1954) | −26,3 (1950) | −17,8 (1956) | −6,9 (1996) | −4,4 (2007) | 1,5 (1977)  | 5,3 (2015)  | 4,4 (1966)  | −2,2 (1977) | −9,3 (1979) | −21,8 (1948) | −24,7 (1961) | −28,2    | −17,8    | 1,5      | −21,8    | −28,2 |
| Nuvolosità (okta al giorno) | 7,5          | 6,9          | 6,3          | 6,2         | 5,8         | 5,8         | 5,3         | 5,0         | 5,5         | 5,9         | 7,3          | 7,7          | 7,4      | 6,1      | 5,4      | 6,2      | 6,3   |
| Precipitazioni (mm)         | 54           | 53           | 41           | 45          | 69          | 68          | 82          | 67          | 68          | 62          | 58           | 64           | 171      | 155      | 217      | 188      | 731   |
| Giorni di pioggia           | 11           | 10           | 13           | 15          | 16          | 16          | 15          | 13          | 13          | 13          | 14           | 13           | 34       | 44       | 44       | 40       | 162   |
| Nevicate (cm)               | 7            | 7            | 1            | 0           | 0           | 0           | 0           | 0           | 0           | 0           | 0            | 4            | 18       | 1        | 0        | 0        | 19    |
| Giorni di neve              | 14           | 12           | 5            | 1           | 0,03        | 0,0         | 0,0         | 0,0         | 0,0         | 0,3         | 5,0          | 12,0         | 38,0     | 6,0      | 0,0      | 5,3      | 49,3  |
| Giorni di nebbia            | 9            | 5            | 2            | 0,4         | 1,0         | 0,4         | 1,0         | 1,0         | 2,0         | 4,0         | 6,0          | 7,0          | 21,0     | 3,4      | 2,4      | 12,0     | 38,8  |
| Umidità relativa media (%)  | 82           | 76           | 67           | 62          | 65          | 68          | 67          | 69          | 73          | 76          | 80           | 83           | 80,3     | 64,7     | 68       | 76,3     | 72,3  |
| Vento (direzione-m/s)       | SE 2,3       | SE 2,7       | SE 2,9       | SE 3,1      | E 2,8       | E 2,5       | E 2,4       | E 2,2       | SE 2,3      | SE 2,2      | SE 2,3       | SE 2,3       | 2,4      | 2,9      | 2,4      | 2,3      | 2,5   |

## Società

### Evoluzione demografica
Secondo il censimento ucraino del 2001, la popolazione di Užhorod includeva:
- Ucraini (77,8%)
- Russi (9,6%)
- Ungheresi (6,9%)
- Slovacchi (2,2%)
- Rom (1,5%)
- Ruteni (0,8%)

## Infrastrutture e trasporti

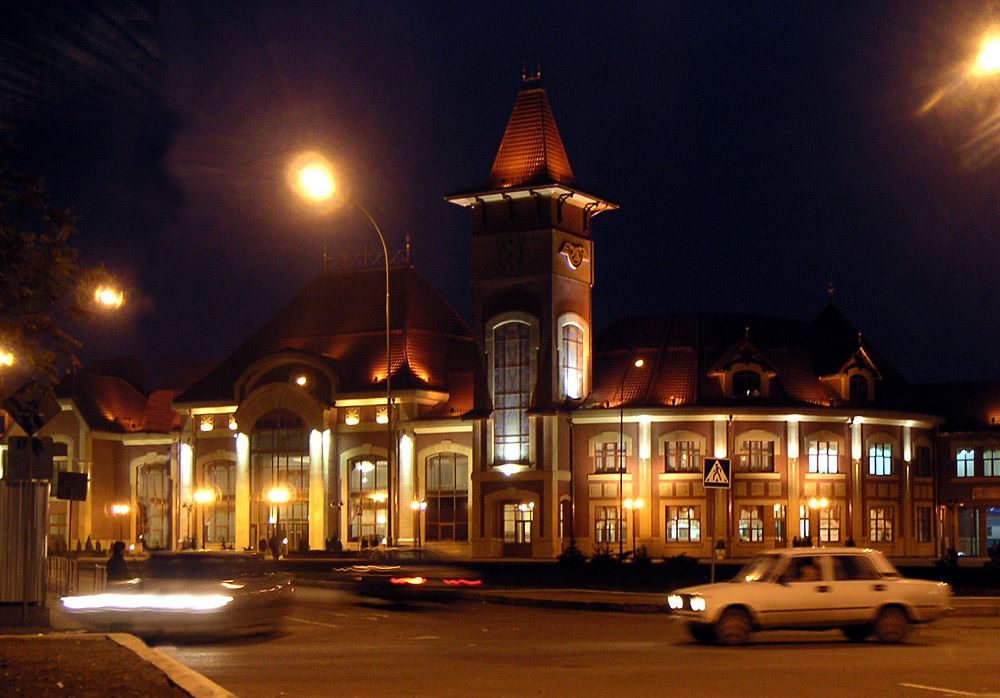
Stazione ferroviaria

Užhorod è servita dalla stazione ferroviaria di Užhorod (aperta nel 1872) e ha collegamenti ferroviari con Čop (da cui la ferrovia prosegue verso Ungheria e Slovacchia) e Leopoli (da cui la ferrovia prosegue verso Kiev).
Užhorod è dotata di un aeroporto internazionale.

## Amministrazione

### Gemellaggi

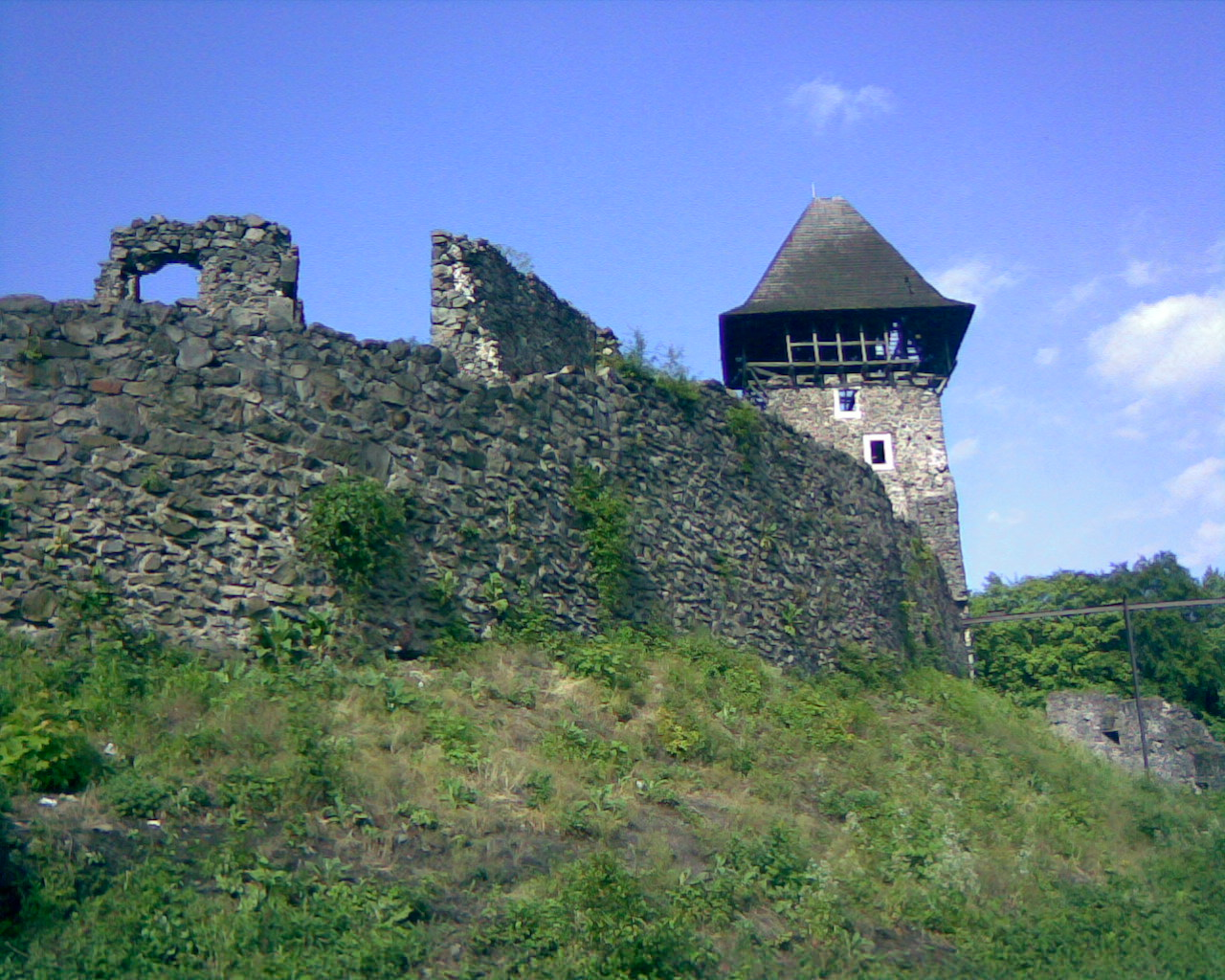
Il Castello di Nevyc'kyj, nei pressi della città

Užhorod è gemellata con le seguenti città:
- Békéscsaba
- Nyíregyháza
- Pola
- Corvallis (Oregon)
- Darmstadt
- Košice
- Krosno
- Jarosław

## Sport
La città fu la sede della squadra di calcio SC Rusj Užorod dal 1925. La squadra contemporanea dell'Hoverla fece il suo debutto nella prima serie ucraina nel 2001.
La locale squadra di football americano, gli Uzhgorod Lumberjacks, ha vinto il titolo nazionale nel 2015.

## Galleria d'immagini

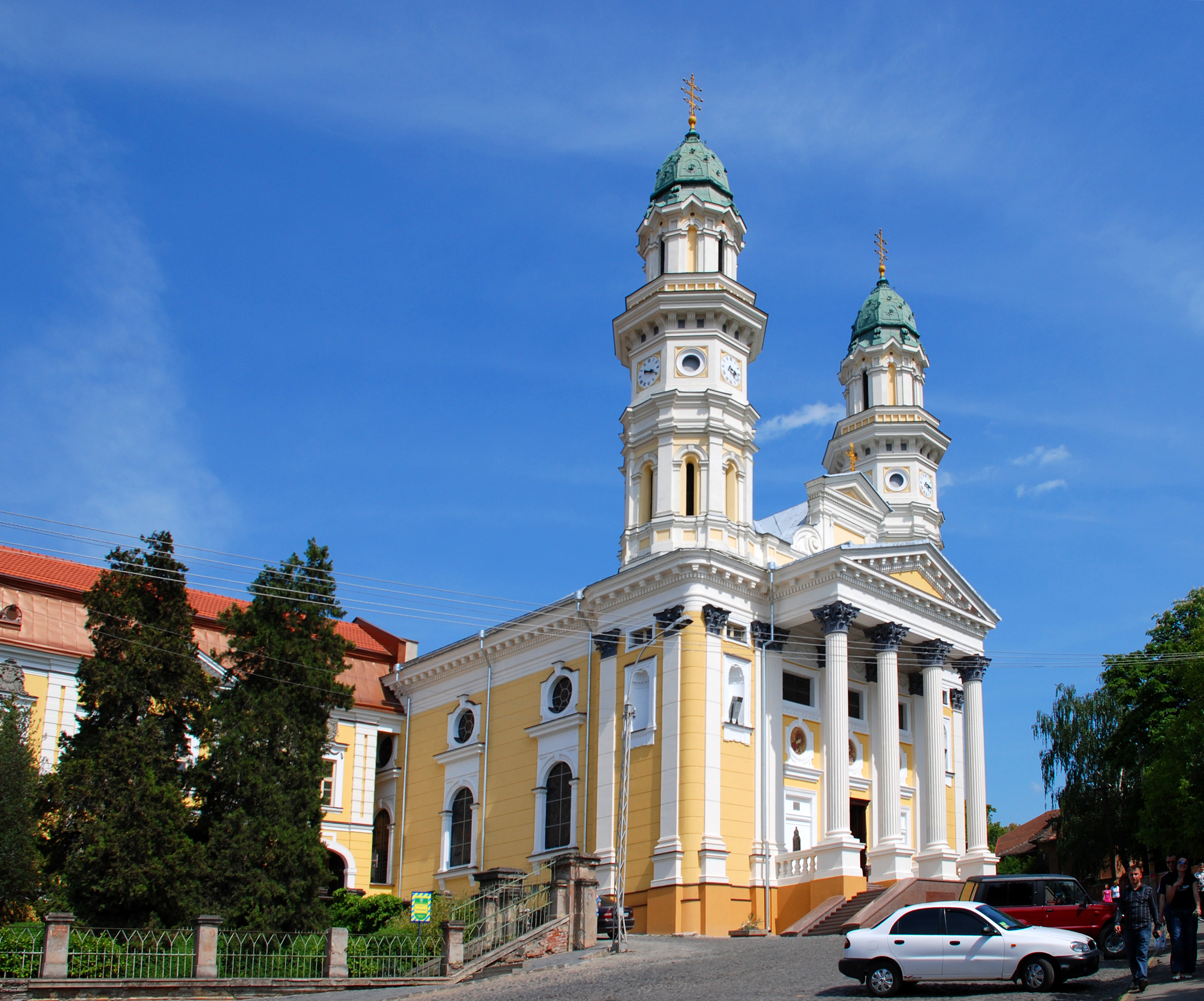
Cattedrale dell'Esaltazione della Croce
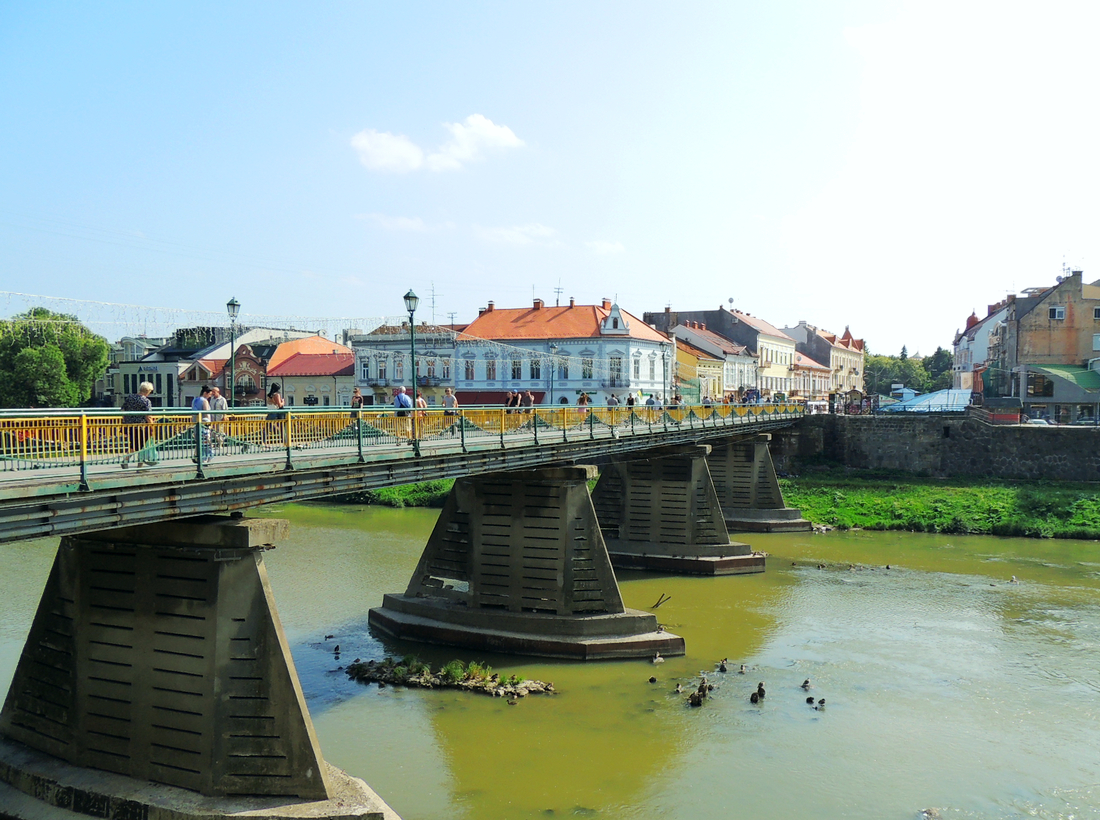
Ponte pedonale sul fiume Už, tra piazza Petofi e piazza Teatral'na
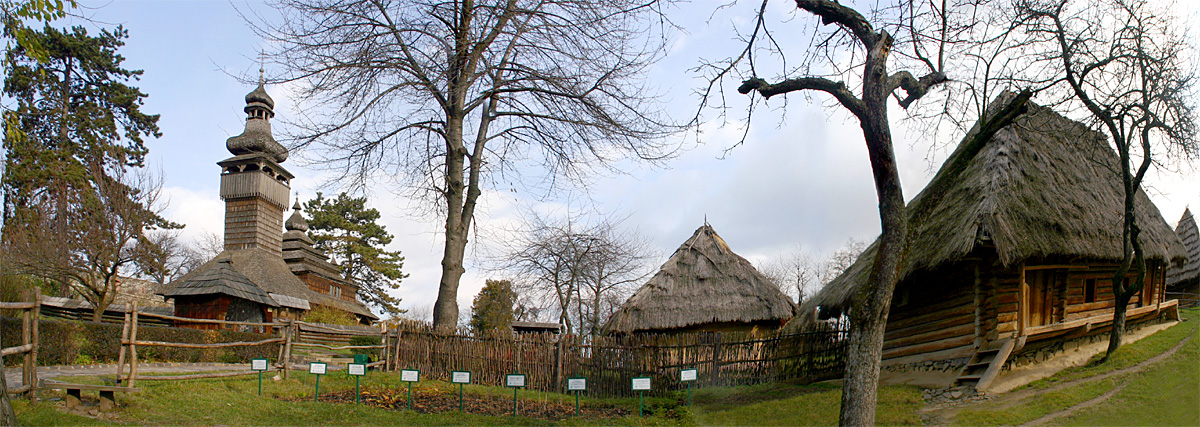
Museo della vita e dell'architettura popolare della Transcarpazia
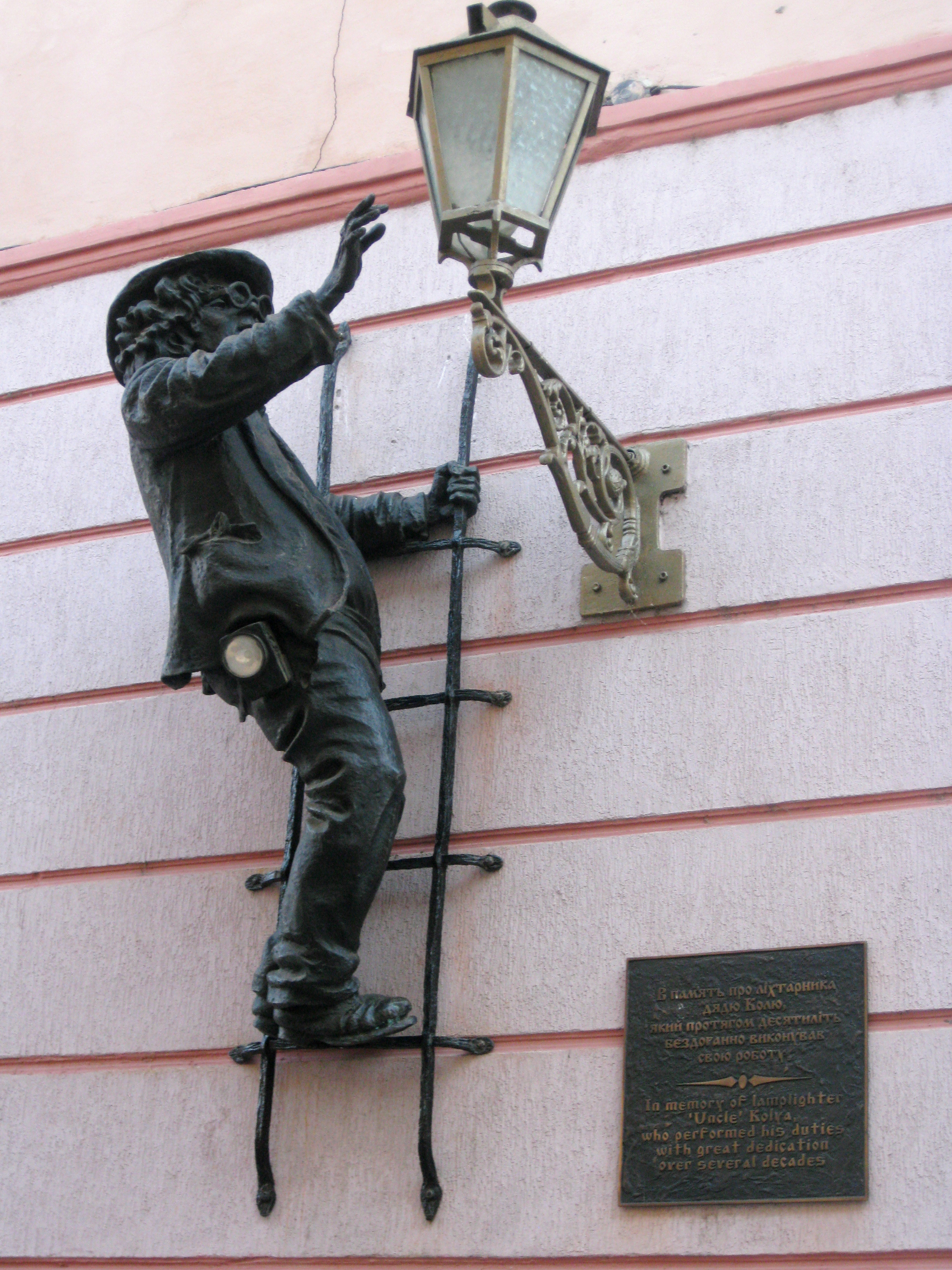
Statua del lampionaio
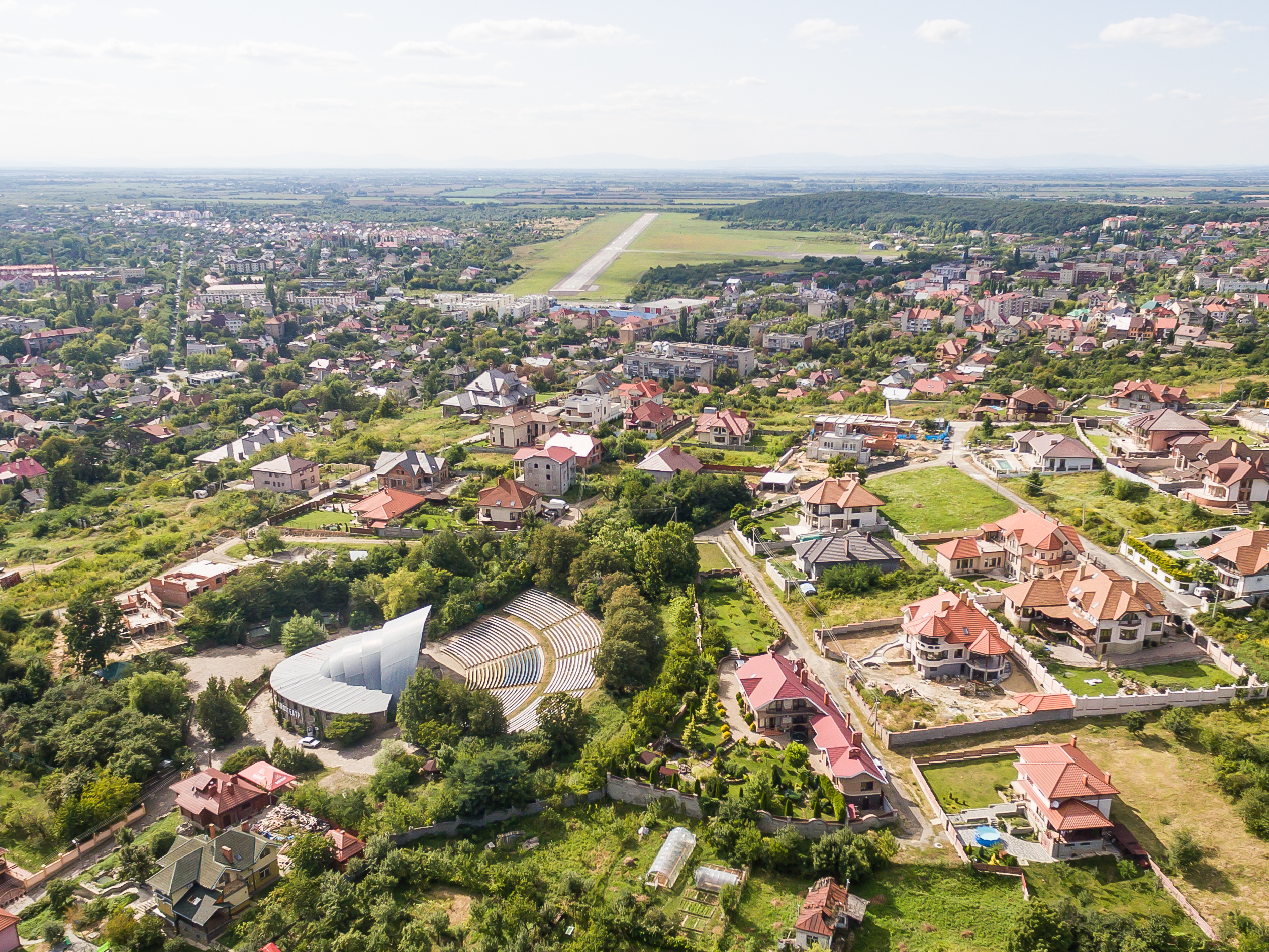
Vista aerea - anfiteatro e zona residenziale
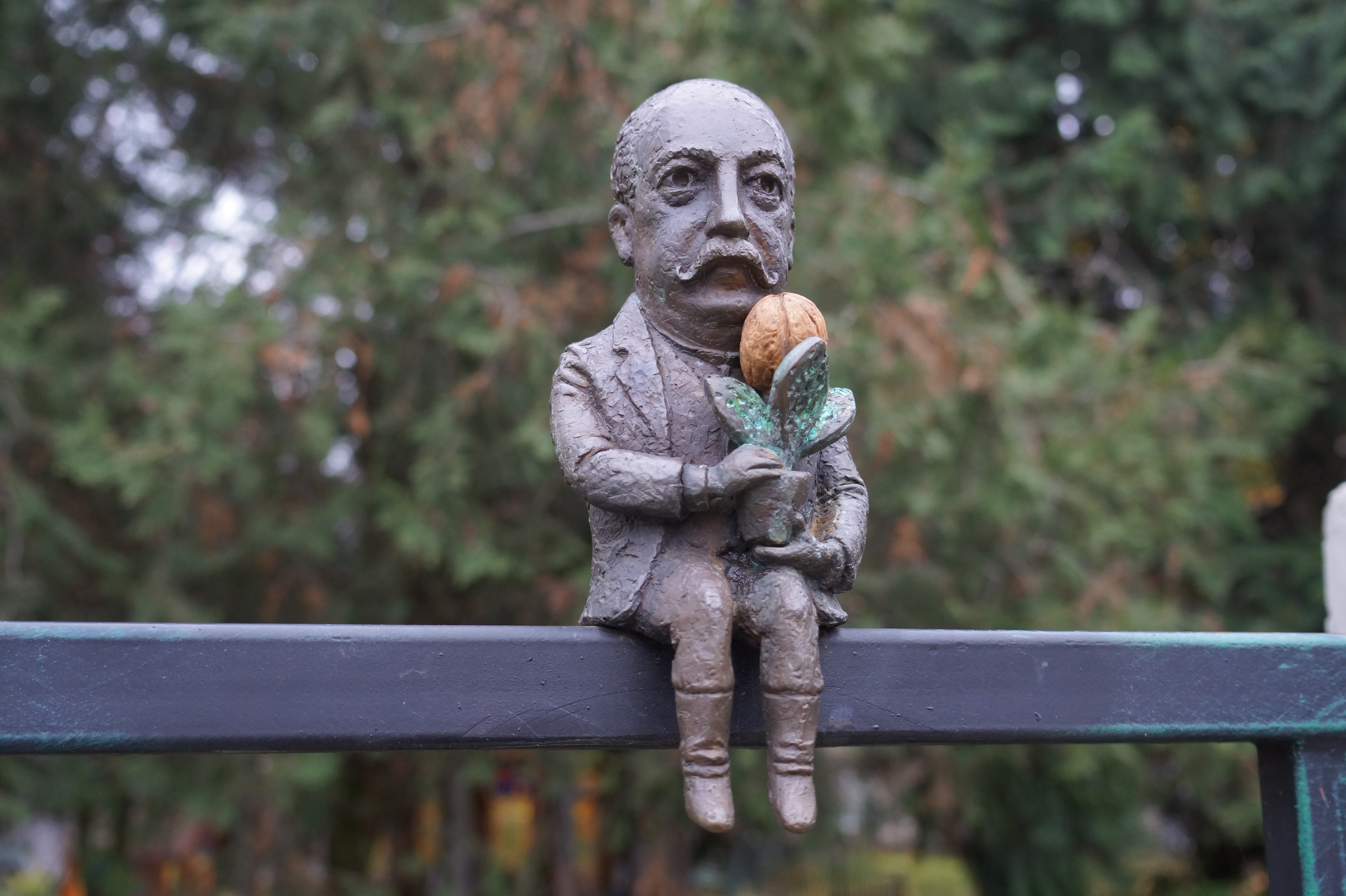
Mini-scultura nel giardino dell'ospedale
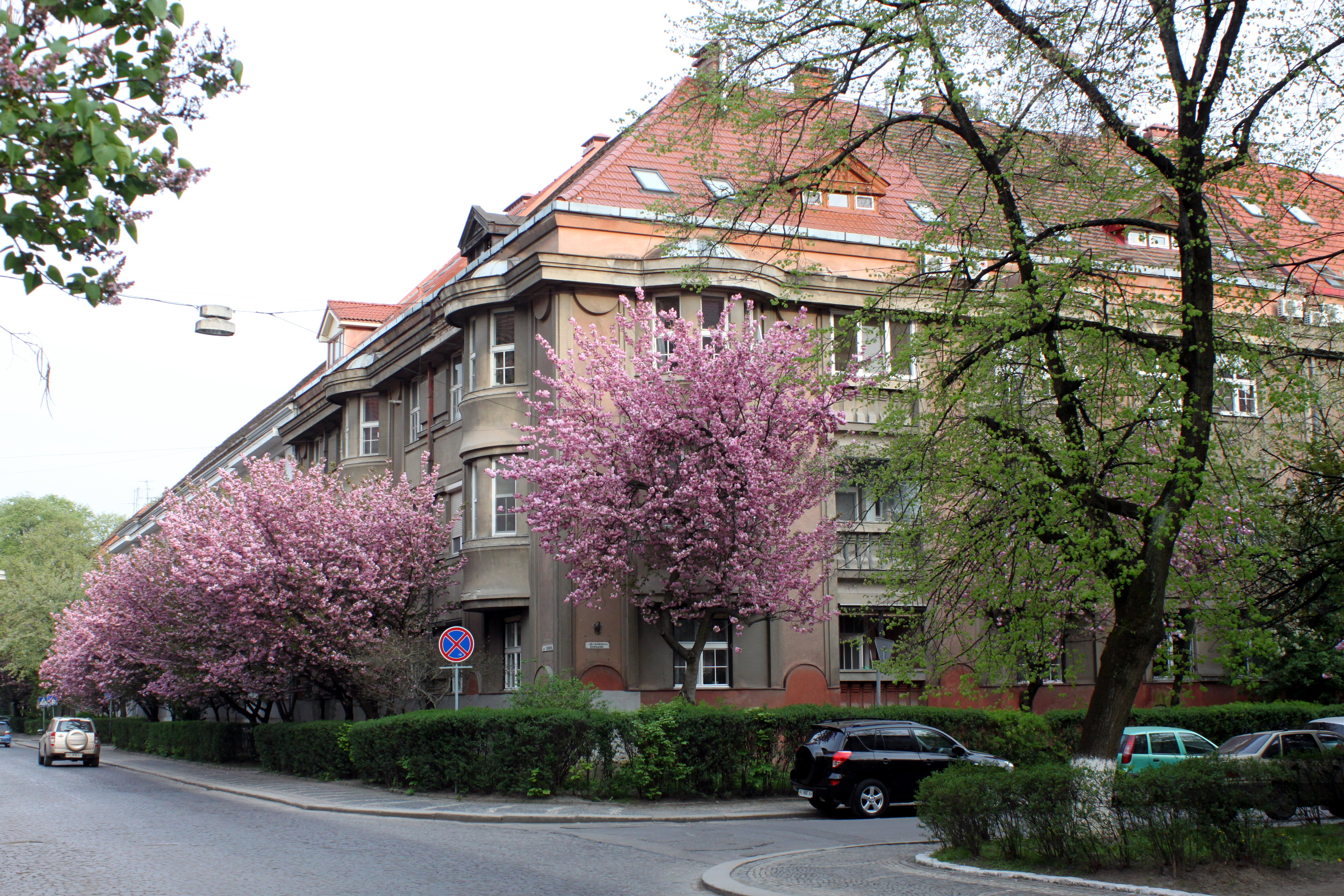
Strada residenziale
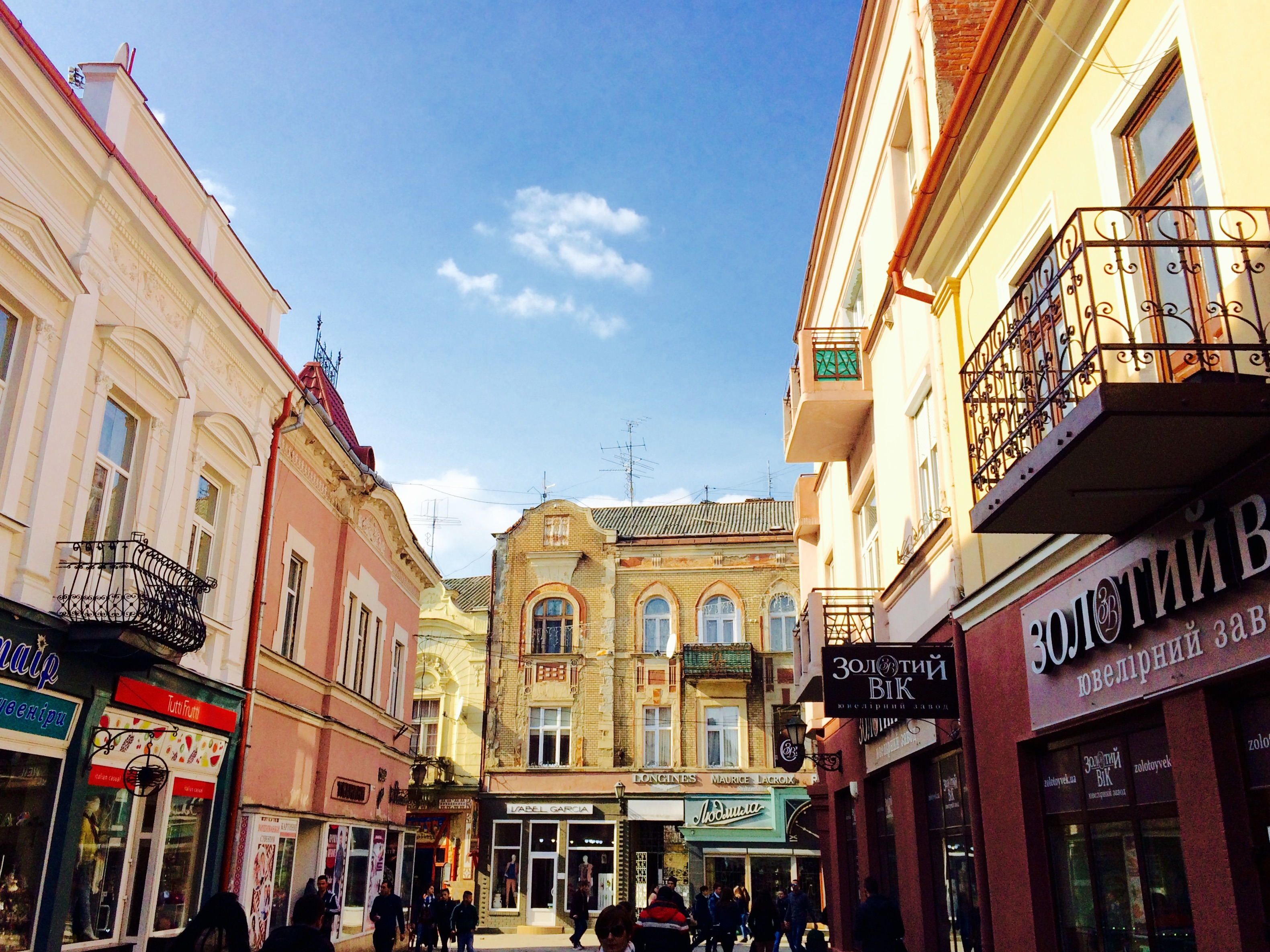
Il corso (Korzo) nel centro storico
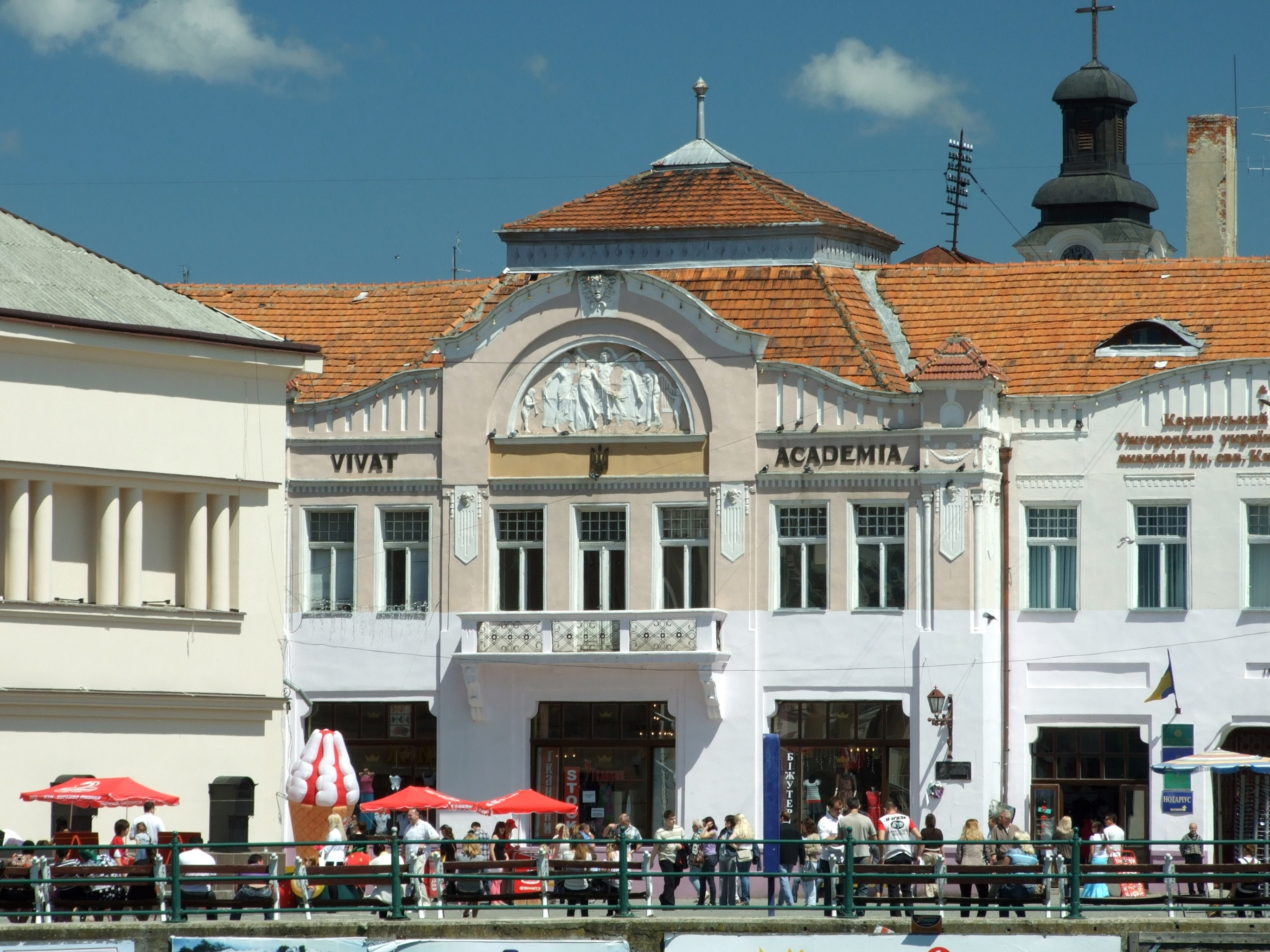
Piazza Teatral'na